# Waithood
A waithood (az angol "wait" (várakozás) és a "adulthood" (felnőttkor) szavakból) a stagnálás időszaka a fiatal, munkanélküli, főiskolát végzett diplomások életében különböző iparosodó és fejlődő országokban vagy régiókban, elsősorban a Közel-Keleten, Észak-Afrikában (MENA) és Indiában, ahol szakértelmükre még mindig nincs széles körben szükség, illetve nem alkalmazható. A "waithood"-t úgy írják le, mint "egyfajta meghosszabbított serdülőkort", és "az a zavarba ejtő időszak, amelyben a fiatalok nagy része a legjobb éveit várakozással tölti". Ez egy olyan szakasz, amelyben a fiatalok az élet minden egyes, egymással összefüggő területén felmerülő nehézségek a tehetetlenség és a függőség legyengítő állapotát eredményezik. Az egyik kommentátor szerint a várakozás akkor érthető meg a legjobban, ha öt különböző ágazat - az oktatás, a foglalkoztatás, a lakhatás, a hitelezés és a házasság - eredményeit és összefüggéseit vizsgáljuk.
A neologizmust 2007-ben Diane Singerman politológus alkotta meg.
A waithood csak azokra a főiskolai végzettségű emberekre alkalmazható, akik nem kényszerülnek arra, hogy a család idősebb tagjainak támogatásának vagy a források hiánya miatt kékgalléros munkakörben helyezkedjenek el. A potenciális munkahelyek hiánya miatt a waithood érintőlegesen összefügg a különböző fejlődő országokban a megkésett szülőség növekvő arányával is, mivel a fiatalabbak úgy döntenek, hogy elhalasztják vagy kénytelenek elhalasztani a családalapítást, amihez hasonló a modern iparosodott országokban a fejlődésük idején nem volt jellemző.